# Julija Saczuk
Julija Mykołajiwna Saczuk (ukr. Юлія Миколаївна Сачук; ur. 25 kwietnia 1982 w Łucku) – ukraińska działaczka na rzecz praw osób z niepełnosprawnościami. Współzałożycielka i prezeska organizacji Fight For Right, zrzeszającej osoby z niepełnosprawnościami. W 2022 znalazła się na liście BBC 100 Women.    

## Życiorys
Urodziła się i wychowała w Łucku na Ukrainie. Już jako dziecko angażowała się w działania na rzecz praw człowieka, broniąc swojego prawa do nauki w szkole ogólnokształcącej zamiast w internacie dla osób niewidomych i słabowidzących. Studiowała stosunki międzynarodowe na Wołyńskim Uniwersytecie Narodowym. Uczestniczyła także w amerykańskim programie „Tolerance to diversity: understanding and implementation for politicians” w Stanach Zjednoczonych.
W latach 2007–2011 pracowała jako asystentka w organizacji praw człowieka Amnesty International na Ukrainie. W 2016 została koordynatorką projektu Fight for Right, który rok później przekształcił się w organizację pozarządową. W 2020 była ukraińską kandydatką do Komitetu ONZ ds. Praw Osób z Niepełnosprawnościami.
W 2022, w trakcie rosyjskiej inwazji na Ukrainę, program Leaders of Europe Fundacji Obamy wsparł Saczuk oraz całą organizację Fight For Right. Były prezydent Stanów Zjednoczonych Barack Obama osobiście docenił jej pracę na rzecz ratowania osób z niepełnosprawnościami podczas wojny.
W 2023 znalazła się na liście 50 Liderek Ukrainy magazynu Forbes Ukraine.
Jest współzałożycielką projektu Accessible Cinema, którego celem jest zapewnienie dostępności treści wideo (filmów, seriali, bajek) dla osób niewidomych i niesłyszących.
Określa siebie jako feministkę.